# Ruševine Džjiaohe
Džjaohe ali Jarkhoto je porušeno mesto v dolini Jarnaz, 10 km zahodno od mesta Turpan v avtonomni pokrajini Šindžjang-Ujghur na Kitajskem. Bilo je glavno mesto toharskega kraljestva Džuši. Je naravna trdnjava na vrhu strme pečine na planoti v obliki lista med dvema globokima rečnima dolinama in je bila pomembna postojanka na svilni poti.

## Imena
Hou Hanšu v razpravi o Džjaohe namiguje na konvencionalno branje imena, ki pomeni 'stičišče rek':
Kralj Nearer Džuši živi v mestu Džjaohe. Reka se deli na dvoje in obdaja mesto, zato se imenuje Džjaohe.
Lionel Giles je zabeležil naslednja imena za mesto (s svojimi Wade-Gilesovimi oblikami kitajskih imen, nadomeščenimi s pinjinom):
Džjaohe, starodavna prestolnica Turpana [Han].
Džuši Čianvangting (Kraljevi dvor Anterior/Nearer Jushi) [pozneje Han]
Gaočang Džun [Džin]
Ši Džou [Tang]
Jarkhoto [sodobno ime].
Aurel Stein je predlagal, da je ime Jarkhoto kombinacija turških in mongolskih besed, ki izhajajo iz jar (turško 'grapa') in khoto (mongolsko 'mesto').

## Zgodovina
Od leta 108 pr. n. št. do 450 n. š. je bil Džjaohe glavno mesto kraljestva Anterior Džuši. Bilo je pomembno mesto ob trgovski svilni poti, ki je vodila proti zahodu, in je na zahodu mejilo na kraljestvi Korla in Karasahr. Od leta 450 do 640 je postal prefektura Džjao v dinastiji Tang, leta 640 pa je postal sedež novega okrožja Džjaohe. Od leta 640 našega štetja do leta 658 je bil tudi sedež generalnega protektorja zahodnih regij, najvišjega vojaškega položaja kitajskega vojaškega poveljnika, postavljenega na zahodu. Od začetka 9. stoletja je postal prefektura Džjaohe Ujgurskega kaganata, dokler njihovega kraljestva kmalu zatem leta 840 niso osvojili Kirgizi. Jarkhoto je bil prav tako zgrajen na planoti in ta planota je visoka 30 m.
Mesto je bilo zgrajeno na velikem otočku (1650 m dolžine, 300 m širine na najširšem delu) sredi reke, ki je tvorila naravno obrambo, kar bi pojasnilo, zakaj mestu ni bilo nobenega obzidja. Namesto tega so strme pečine, visoke več kot 30 metrov na vseh straneh reke, delovale kot naravne stene. Postavitev mesta je imela vzhodno in zahodno stanovanjsko četrt, medtem ko je bila severna četrt rezervirana za budistična mesta templjev in stup. Poleg tega so v južnem delu vzhodnega okrožja opazna grobišča in ruševine velikega vladnega urada. Po zapisih dinastije Tang je imelo mesto 7000 prebivalcev.
Končno je bilo opuščeno po uničenju med invazijo |Mongolov pod vodstvom Džingiskana v 13. stoletju.
Ruševine je obiskal arheolog in raziskovalec Aurel Stein, ki je opisal »labirint uničenih bivališč in svetišč, izklesanih večinoma iz puhlicei«, vendar se je pritožil, da je kombinacija lokalne rabe zemlje s strani kmetov in vmešavanja vlade pri svojih dejavnostih onemogočen pregled. Najdišče je bilo delno izkopano v 1950-ih in je od leta 1961 zaščiteno s strani vlade LR Kitajske. Zdaj se poskuša zaščititi to mesto in druge mestne ruševine svilne poti.

## Zaščita
Raziskovalni inštitut Nara National Cultural Properties Research Institute in Xinjiang Cultural Relics Bureau sodelujeta v skupnem podjetju za ohranjanje ruševin mesta od leta 1992. Leta 2014 so ruševine Džjaohe postale del Unescove svetovne dediščine Svilna pot v gorovju Tjanšan, potem ko je več leta priprav.

## Galerija
- Model planote, na kateri se nahaja Džjaohe
- Ruševine Džjaohe
- Ruševine Džjaohe
- Pokrajina ob vznožju planote, kjer je Džjaohe